# José Fernando Marín Abizanda
Fernando Marín Abizanda (Arnedo, 27 de novembre de 1971) és un futbolista riojà, que juga de migcampista.

## Trajectòria
La carrera de Marín està lligada al CD Logroñés. Va arribar al primer equip la temporada 94/95, després de passar diversos anys al filial de Segona B. Eixa temporada tan sols va jugar cinc partits, i el seu equip va descendir. L'any següent, va ser un dels jugadors de refresc més utilitzats, i la temporada 96/97, de nou a Primera, va jugar 16 partits més.
Va ser a partir d'aquest nou descens del Logroñés quan Marín va assolir la titularitat, sent una peça clau dels riojans en els següents tres anys, fins al descens administratiu de l'equip, que pràcticament desballesta l'entitat. Fitxa llavors, per la temporada 99/00, al CD Badajoz, on romadrà dos anys jugant a un bon nivell.
L'estiu del 2004 retorna al Logroñés, que seguia a la corda fluixa econòmica i entre la Tercera i la Segona B. En aquesta etapa hi està quatre anys amb els roig-i-blancs, fins a la temporada 06/07 (tret de la temporada 04/05 que va jugar al Varea). Al principi de la temporada 07/08 s'incorpora a l'Haro Deportivo, un altre equip de La Rioja.